# Auguste van Werveke

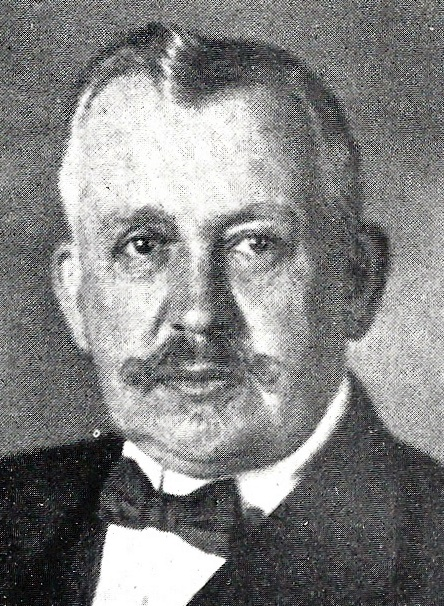
Auguste van Werveke

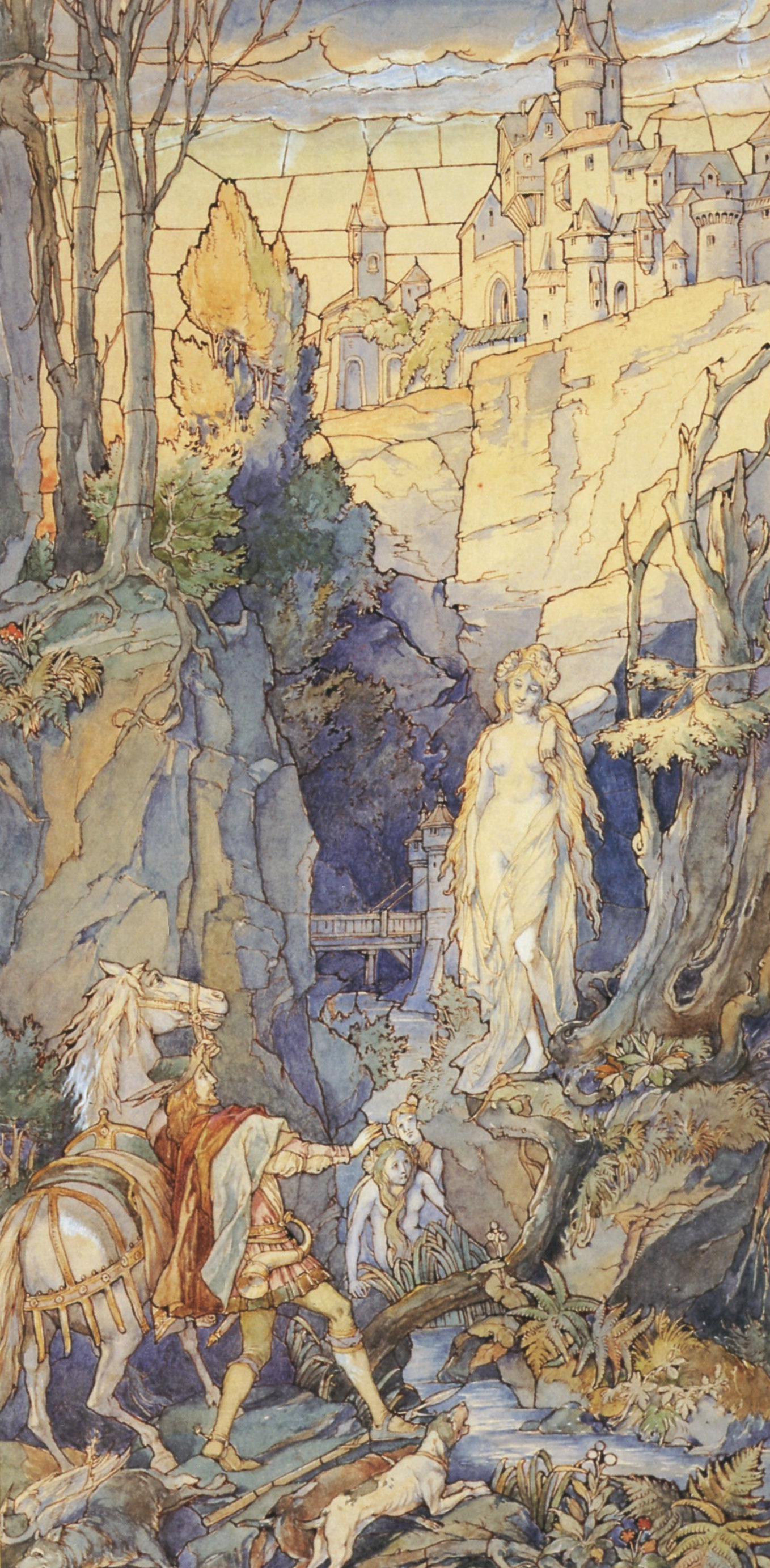
Melusina, Aquarell

Auguste-Léopold van Werveke (* 2. August 1866 in Luxemburg-Grund, Großherzogtum Luxemburg; † 30. Januar 1927 in Luxemburg, Großherzogtum Luxemburg) war ein luxemburgischer Architekt, Zeichenlehrer (professeur de dessin) und Maler.

## Leben
Van Werveke, Sohn eines Feldwebels aus altem flämischen Geschlecht, jüngerer Bruder des Historikers Nicolas van Werveke und des Geologen Leopold van Werveke, Vater des Journalisten Gust van Werveke (1896–1976), ging 1884 nach Düsseldorf, wo er bis 1885 an der Königlich Preußischen Kunstakademie bei Heinrich Lauenstein Malerei studierte. Beruflich wirkte er als Architekt und 1896 bis 1920 als Zeichenlehrer an der École d’artisans de l’État (heute Lycée technique des arts et métiers in Luxemburg-Limpertsberg). Als Zeichner schuf er eine Reihe von Architekturdarstellungen, als Maler Veduten und Landschaften, oft in Aquarell. Zu seinen Bauten zählen eine Arbeiterkolonie in Steinfort und eine Grundschule in Gréiwemaacher. Van Werveke gehörte zu den Gründern des Cercle artistique de Luxembourg. Zusammen mit Jean Curot (1882–1954) erhielt er 1907 den Prix Grand-Duc Adolphe. Van Werveke ist Namensgeber der von seiner Tochter Anita testamentarisch verfügten Fondation Auguste van Werveke-Hanno, einer Stiftung zur Vergabe von Stipendien an Architektur- und Kunststudenten in Luxemburg.